# オーバーン (カリフォルニア州)
オーバーン（英: Auburn）は、アメリカ合衆国カリフォルニア州の都市。プレイサー郡の郡庁所在地である。人口は1万3330人（2010年）。町はカリフォルニア・ゴールドラッシュ時代に形成された。
オーバーンはサクラメントの中心部から北東へ約50kmに位置しており、サクラメント大都市圏に属している。

## 歴史

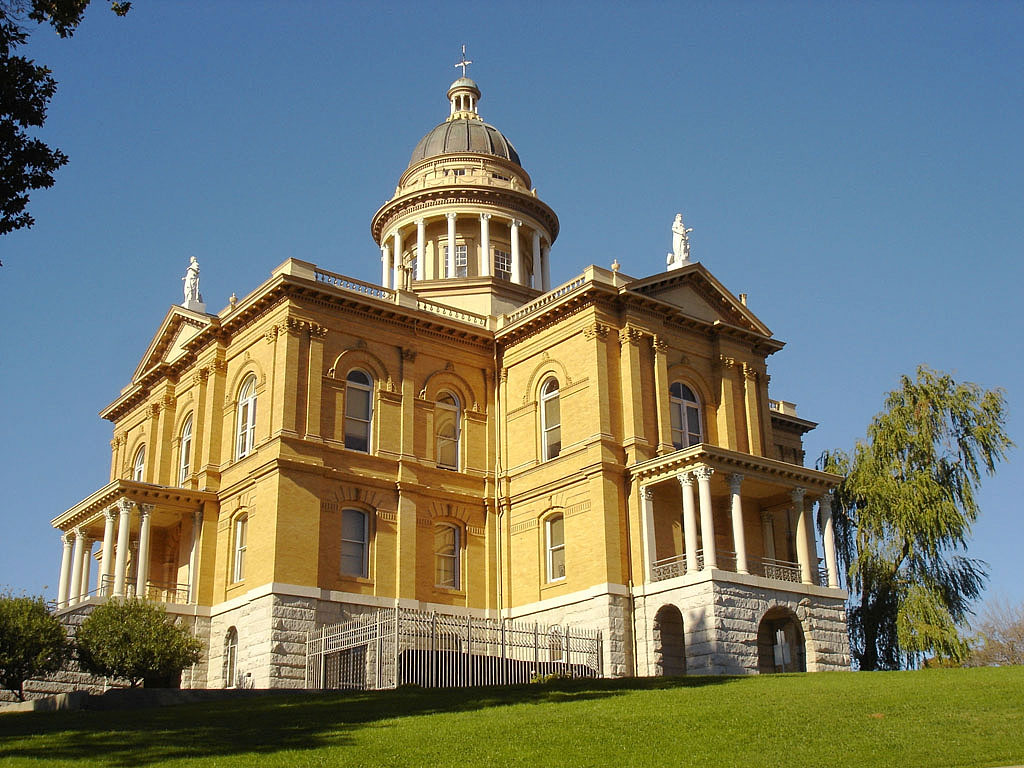
オーバーンにあるプレイサー郡庁舎、1894年から1898年に建設

オーバーン地域の考古学調査によって前史時代マーティス人の南西境界となる場所が明らかにされている。マイドゥ族インディアンの分派であるニセナン族kがオーバーン地域では最初の恒久的開拓地を設立した。
1848年春、フランス人金鉱山師の一団が、後にオーバーン峡谷と呼ばれるようになる場所に到着し、宿営した。この集団はコロマの金鉱原に行く途中であり、メンバーにはフランソワ・ジェンドロン、フィルベール・クールトーおよびクロード・シャナが含まれていた。その若いシャナが1848年5月16日に金を発見した。土壌の中の金脈を発見した3人はこの地に留まることに決めた。
オーバーン地域の金脈は大変良好であり、その宿営地は当初ノースフォーク・ドライディギングスと呼ばれるようになった。この名前は後にジョン・S・ウッドが入植して小屋を立て、谷で採掘を始めた後は、ウッズ・ドライディギングスと変えられた。
オーバーン地域は金採鉱キャンプとして発展し、1849年8月には公式にオーバーンと名付けられた。1850年には町の人口が1,500人にまで増加し、1851年にはオーバーンがプレイサー郡の郡庁所在地に選ばれた。金探鉱の操作は谷を上り、現在のオーバーンの町にまで上がってきた。1865年、最初の大陸横断鉄道の西側工区であるセントラル・パシフィック鉄道がサクラメントから東へ、ユタ州オグデンに向けて建設され、その線がオーバーンを通った。
現在修復されたオールドタウンには19世紀半ばの家屋や店舗があり、特別の見どころとなっている。最古の消防署と郵便局は金の熱に浮かされた時代の名残である。プレイサー郡博物館では金のアクセサリーやインディアンおよび中国人が作った加工品も見ることができる。

## 地理
オーバーンは北緯38度53分55秒 西経121度4分28秒 / 北緯38.89861度 西経121.07444度に位置する。アメリカ合衆国国勢調査局に拠れば、市域全面積は7.4平方マイル (19.2 km2)であり、このうち陸地は7.4平方マイル (19.1 km2)、水域は0.04平方マイル (0.1 km2)で水域率は0.41％である。
オーバーンはカリフォルニア州中央部サクラメントとタホ湖の間、アメリカン川の北支流と中支流の合流点から標高差で約240メートル上にある。州間高速道路80号線に沿っている。山岳性の原生峡谷とシエラネバダ山脈の西斜面が東にあり、西の穏やかにうねる丘陵部は農業に適している。シエラネバダの峰峰は約72キロメートル東方にあり、セントラルバレーは約16キロメートル西にある。

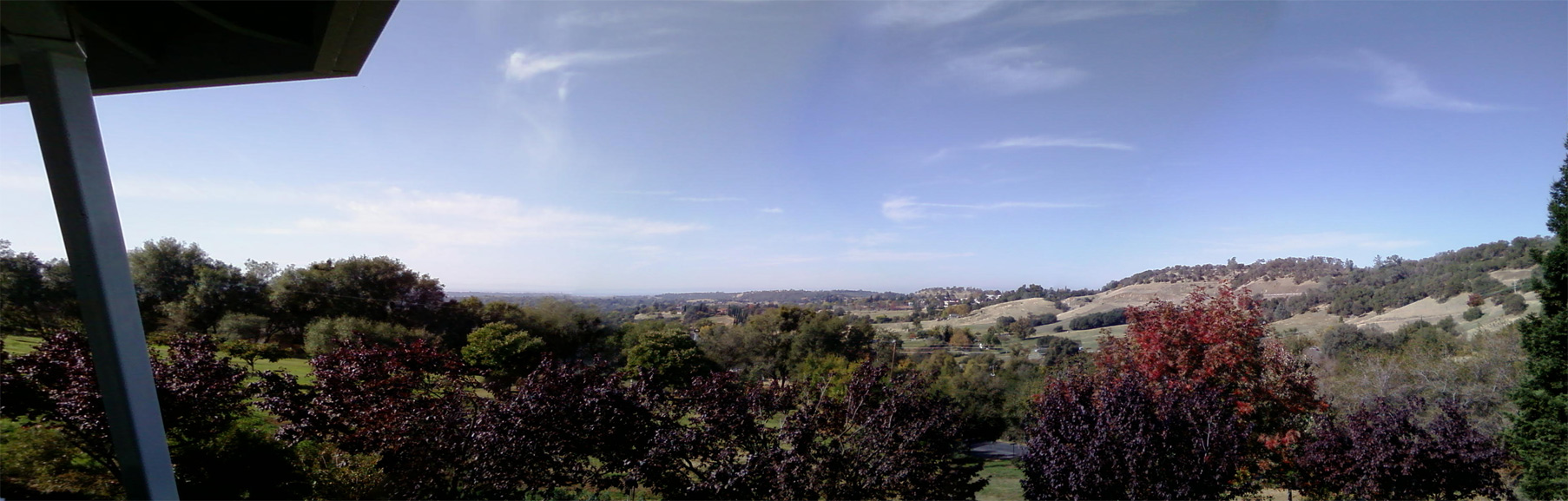
オーバーンのうねりのある丘陵部（インディアンヒル道路付近）

## 気候
オーバーンの冬は冷涼で雨が多く、夏は大変暖かくほとんど乾燥している。1月の平均最高気温は12.2 ℃、最低気温は2.6 ℃である。7月の平均最高気温は33.7 ℃、最低気温は16.6 ℃である。年間平均で32 ℃を上回る日は67.9日、0 ℃を下回る日は22.7日ある。過去最高気温は1972年7月15日の45 ℃、最低気温は1972年12月9日の−9 ℃である。
年間平均降水量は870 mmであり、計測可能な降水日は平均して年間66日ある。最も雨が多かった年は1983年で1,648 mm、雨が少なかった年は1976年で299 mmだった。1ヶ月間の降水量が最も多かったのは1909年1月の586 mm、24時間雨量で最も多かったのは1962年10月13日の137 mmだった。降雪は稀である。年間平均降雪量は3.6 cmに過ぎない。最も降雪が多かったのは1972年の27 cmであり、この年の1月だけで17 cmの降雪があった。
| オーバーンの気候       | オーバーンの気候 | オーバーンの気候 | オーバーンの気候 | オーバーンの気候 | オーバーンの気候 | オーバーンの気候 | オーバーンの気候 | オーバーンの気候 | オーバーンの気候 | オーバーンの気候 | オーバーンの気候 | オーバーンの気候 | オーバーンの気候 |
| 月                     | 1月              | 2月              | 3月              | 4月              | 5月              | 6月              | 7月              | 8月              | 9月              | 10月             | 11月             | 12月             | 年               |
| ---------------------- | ---------------- | ---------------- | ---------------- | ---------------- | ---------------- | ---------------- | ---------------- | ---------------- | ---------------- | ---------------- | ---------------- | ---------------- | ---------------- |
| 平均最高気温 °C （°F） | 12.3 (54.2)      | 14.6 (58.2)      | 16.4 (61.6)      | 19.8 (67.7)      | 24.4 (75.9)      | 29.2 (84.6)      | 32.9 (91.3)      | 32.6 (90.7)      | 29.6 (85.2)      | 24.2 (75.6)      | 16.3 (61.4)      | 12.6 (54.6)      | 22.1 (71.8)      |
| 平均最低気温 °C （°F） | 3.1 (37.6)       | 4.7 (40.5)       | 5.8 (42.4)       | 7.4 (45.4)       | 10.4 (50.8)      | 13.9 (57.1)      | 17.1 (62.7)      | 16.7 (62.0)      | 14.9 (58.8)      | 11.3 (52.3)      | 6.2 (43.2)       | 3.2 (37.7)       | 9.6 (49.2)       |
| 降水量 mm （inch）     | 169.7 (6.68)     | 159.5 (6.28)     | 156.5 (6.16)     | 63.5 (2.50)      | 33 (1.30)        | 9.4 (.37)        | 3.6 (.14)        | 3.6 (.14)        | 19.6 (0.77)      | 49 (1.93)        | 124.2 (4.89)     | 135.9 (5.35)     | 927.4 (36.51)    |
| 出典：NOAA 2010-8      |                  |                  |                  |                  |                  |                  |                  |                  |                  |                  |                  |                  |                  |

## 人口動態
以下は2008年の推計による人口統計データである。
| 基礎データ - 人口: 12,462人 - 世帯数: 5,302世帯 - 家族数: 3,281家族 - 人口密度: 652.9人/km2（1,690.2人/mi2） - 住居数: 5,457軒 - 住居密度: 285.9軒/km2（740.1軒/mi2） 人種別人口構成 - 白人: 93.4% - アフリカン・アメリカン: 0.5% - ネイティブ・アメリカン: 0.8% - アジア人: 1.3% - 太平洋諸島系: 0.1% - その他の人種: 1.5% - 混血: 2.4% - ヒスパニック・ラテン系: 6.0% 年齢別人口構成 - 18歳未満: 23.3% - 18-24歳: 7.2% - 25-44歳: 25.7% - 45-64歳: 25.7% - 65歳以上: 18.1% - 年齢の中央値: 41歳 - 性比（女性100人あたり男性の人口） - 総人口: 86.9 - 18歳以上: 83.2 | 世帯と家族（対世帯数） - 18歳未満の子供がいる: 28.4% - 結婚・同居している夫婦: 48.5% - 未婚・離婚・死別女性が世帯主: 10.0% - 非家族世帯: 38.1% - 単身世帯: 31.7% - 65歳以上の老人1人暮らし: 13.7% - 平均構成人数 - 世帯: 2.31人 - 家族: 2.91人 収入と家計 - 収入の中央値 - 世帯: 58,999米ドル - 家族: 82,250米ドル - 人口1人あたり収入: 36,258米ドル |

## 交通
オーバーンはアムトラックの旅客列車"キャピトル・コリドー"の東側終点で、1日に1本だけ列車が来ている。更にこれを補うため、アムトラックはサクラメントからネバダ州のスパークスまで1日に数本のバスを運行しており、それがオーバーン駅に停車する。州間高速道路80号線がこの地域を東西に貫く主要高規格道路であり、東のサクラメントと西のタホ湖およびネバダ州リノとを繋いでいる。この町と州間高速道路80号線は幾つかのインターチェンジで結ばれており、その内3つ（出口118、119のAからC、120）は町の領域内にある。カリフォルニア州道49号線は地域を南北に繋ぐ主要道である。この道路はオーバーンと北のネバダ郡グラスバレーやネバダシティとを繋いでいる。
オーバーン市民空港が町の北5キロメートルにあり、一般用途空港である。オーバーンはこの空港と工業地域を所有し運営している。空港は広さ1.15 km²あり、その中に工業地域0.32 km²を含んでいる。空港には長さ1,128メートルの滑走路が1本ある。

## ランドマーク

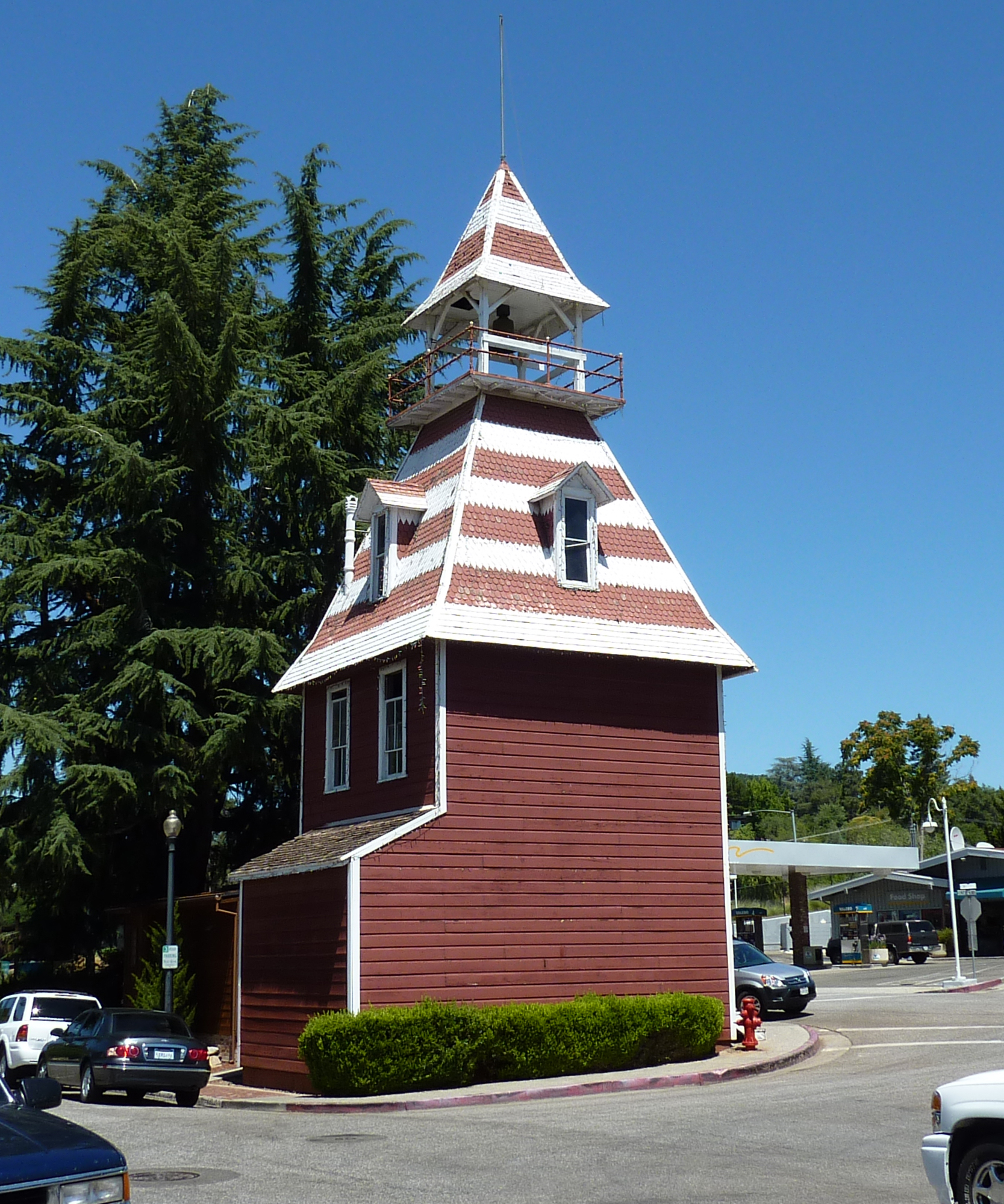
旧オーバーン消防署

アン女王様式の消防署、オールドタウンのランドマークになっている。現在は消防団が入っている。
地元の歯医者ケネス・H・フォックスの巨大な彫像はおそらく町で最も有名なものである。この彫像は近くのアメリカン川で金を洗う中年のクロード・シャナと、大陸横断鉄道の建設に関わった中国人クーリーとでオーバーンの歴史を表したものである。
オーバーンの町内にはカリフォルニア州でも最古クラスの高校であるプレイサー高校がある。

## 世界の耐久レースの首都
オーバーン市内にはオーバーン州立レクリエーション地域がある。この公園の境界内では世界のどこよりも耐久スポーツの催しが行われており、「世界の耐久レースの首都」という国際的なニックネームが付けられている。例えば、ウェスタンステイツ・エンデュランスラン、テビスカップとも呼ばれる西部州トレイル乗馬走、アメリカン川50マイル耐久走、アメリカン川50マイル耐久乗馬走、ウェイトゥクール50km耐久走、オーバーン国際ハーフアイアンマン・トライアスロン、オーバーン・センチュリー100マイル自転車走、クーレスト24時間マウンテンバイク走、リオ・デル・ラゴ100マイル耐久走、シエラネバダ50マイル耐久走およびクーレストラン：ライド・アンド・タイである。

## 映画
次の映画は少なくともその一部がオーバーンで撮影された。
- The Adventures of Rocky and Bullwinkle（200年）
- Protocol（1984年）
- ブレーキ・ダウン（1997年）
- My Family（1995年）
- The Phantom（1996年）
- フェノミナン（1996年）
- Wisdom（1986年）
- トリプルX（2002年）
- 男と女の不都合な真実（2009年）

## 小説
- イギリスの作家アンソニー・ホロヴィッツの著作『Nightrise』ではその後半の方でオーバーンの町が出てくる[9]。
- オーバーンは、ジョン・スタインベックの小説『二十日鼠と人間』の中でジョージとレニーが育った町となっている。

## 関係者
- 最も有名な市民の一人は詩人で短編作家のクラーク・アシュトン・スミスであり、1893年にオーバーンで生まれ、その生涯の大半をこの町で過ごした。
- オーバーン生まれの俳優トーマス・アラナは2000年の映画『グラディエーター』でクイントゥスの役を演じたことで著名である。
- 陸上競技棒高跳びのステーシー・ドラギラはオーバーンで生まれ育ち、初めてオリンピック種目として採用された2000年シドニーオリンピックの女子棒高跳びで金メダルを獲得した。